# Абдул Хади, Рухи
Рухи Абдул Хади (араб. ‎; 1885, Дженин, Османская империя — 16 июля 1954, Наблус, Иордания) — иорданский дипломат и государственный деятель, министр иностранных дел Иордании (1949 и 1950).

## Биография
Посещал иезуитский колледж и колледж Фрера в Бейруте, в 1905 г. окончил Императорский лицей в Стамбуле. В 1908 г. получил высшее юридическое образование в стамбульском Институте права.
Работал юридическим переводчиком в министерстве иностранных дел Османской империи и преподавателем французского языка в Королевской школе, затем долгие годы служил в османском дипломатическом и консульском корпусе, в том числе в должности заместителя генерального консула в Греции, России и Румынии. В 1914 г. во время Первой мировой войны был арестован Францией и отправлен в греческий Толо, а затем в Швейцарию, где он был освобождён и назначен секретарём консульства Турции в Берне.
В Османской империи работал в системе государственного управления (1915) и частного управления (1916). До переезда в Дамаск в июле 1920 г. занимал различные османские дипломатические должности, покинул Дамаск через три дня после французской оккупации и переехал в Хайфу, где занимал руководящие должности в палестинской администрации в рамках британского мандата. В 1921 г. был назначен секретарём первой палестинской делегации на переговорах в Лондон, но не мог в них участвовать по личным обстоятельствам.
В 1930 г. был назначен британскими властями помощником секретаря окружного администрации Иерусалима, в том же году — помощником секретаря палестинского правительства стал губернатором района Иерусалима, в 1944 г. был назначен старшим помощником секретаря палестинского правительства.
Входил в состав правительства Иордании: в 1949 и 1950 г. — министр иностранных дел, в 1949 г. и с 1952 по 1953 г. — министр юстиции. 